# スベトラーナ・クリベリョワ
スベトラーナ・クリベリョワ （ロシア語: Светлана Владимировна Кривелёва、1969年6月13日 - ）は、ロシアの陸上競技選手。砲丸投の選手であり、1990年代から2000年代まで息の長い活躍をした選手である。
クリベリョワは、1992年バルセロナオリンピック女子砲丸投で世界チャンピオンの中国の黄志紅を破り、金メダルを獲得した。また、2003年世界陸上でも金メダルを獲得している。
2004年の世界室内陸上では、ウクライナのヴィタ・パブリシュが薬物検査により失格したため思いがけない金メダルを獲得。また、同年のアテネオリンピックでは、4位で競技を終了したあと、1位だったロシアのイリーナ・コルジャネンコが薬物検査により失格し銅メダルを獲得したが、自身のメダルも2012年のドーピング再検査により剥奪された。

## 主な実績
| 年   | 大会                               | 場所                         | 種目   | 結果 | 記録   |
| ---- | ---------------------------------- | ---------------------------- | ------ | ---- | ------ |
| 1991 | ユニバーシアード                   | シェフィールド（イギリス）   | 砲丸投 | 金   | 19.62m |
| 1991 | 世界陸上選手権                     | 東京（日本）                 | 砲丸投 | 銅   | 20.16m |
| 1992 | オリンピック                       | バルセロナ（スペイン）       | 砲丸投 | 金   | 21.06m |
| 1993 | 世界室内陸上選手権                 | トロント（カナダ）           | 砲丸投 | 金   | 19.57m |
| 1993 | 世界陸上選手権                     | シュトゥットガルト（ドイツ） | 砲丸投 | 銀   | 19.97m |
| 1993 | IAAFグランプリファイナル           | ロンドン（イギリス）         | 砲丸投 | 1位  | 19.61m |
| 1999 | 世界室内陸上選手権                 | 前橋（日本）                 | 砲丸投 | 金   | 19.08m |
| 1999 | 世界陸上選手権                     | セビリヤ（スペイン）         | 砲丸投 | 銅   | 19.43m |
| 2001 | 世界室内陸上選手権                 | リスボン（ポルトガル）       | 砲丸投 | 銅   | 19.18m |
| 2001 | IAAFグランプリファイナル           | メルボルン（オーストラリア） | 砲丸投 | 3位  | 18.21m |
| 2002 | ヨーロッパ陸上選手権               | ミュンヘン（ドイツ）         | 砲丸投 | 銅   | 19.56m |
| 2003 | 世界陸上選手権                     | パリ（フランス）             | 砲丸投 | 金   | 20.63m |
| 2003 | IAAFワールドアスレチックファイナル | モンテカルロ（モナコ）       | 砲丸投 | 2位  | 19.66m |
| 2004 | 世界室内陸上選手権                 | ブダペスト（ハンガリー）     | 砲丸投 | 金   | 19.90m |
| 2004 | オリンピック                       | アテネ（ギリシャ）           | 砲丸投 | DQ   | -      |

## 自己ベスト
- 砲丸投　21.06m （1992年）